# Knihovna Václava Havla
Knihovna Václava Havla sbírá a shromažďuje všechny materiály (obrazové, zvukové i písemné), další artefakty a myšlenky dramatika, disidenta komunistického režimu, posledního československého a prvního českého prezidenta Václava Havla za účelem jejich digitalizace, dokumentace a výzkumu a propagace této osobnosti. Organizuje přednáškovou činnost, uskutečňuje konference, pořádá edukativní akce pro středoškolský stupeň a podílí se na vydávání publikací.
Mezi hlavní poslání patří zpřístupnění dokumentů ze spisovatelské, myslitelské a politické tvorby Václava Havla; vybudování digitální studovny pro domácí i zahraniční badatele, studenty vysokých a středních škol a zájemce z široké veřejnosti; pořádání společenských a kulturních akcí pro veřejnost zpřístupňující dílo a tvorbu Václava Havla a pořádání diskusních klubových setkání na společensky aktuální témata.
Od založení v červenci 2004 byla knihovna obecně prospěšnou společností. V červnu 2023 změnila právní formu  na nadační fond.

## Charakteristika
Knihovna Václava Havla byla založena 26. července 2004 ve formě obecně prospěšné společnosti, inspirována americkou tradicí prezidentských knihoven. K roku 2011 se podle oficiálních stránek jednalo o jediný takový projekt na evropském kontinentu.

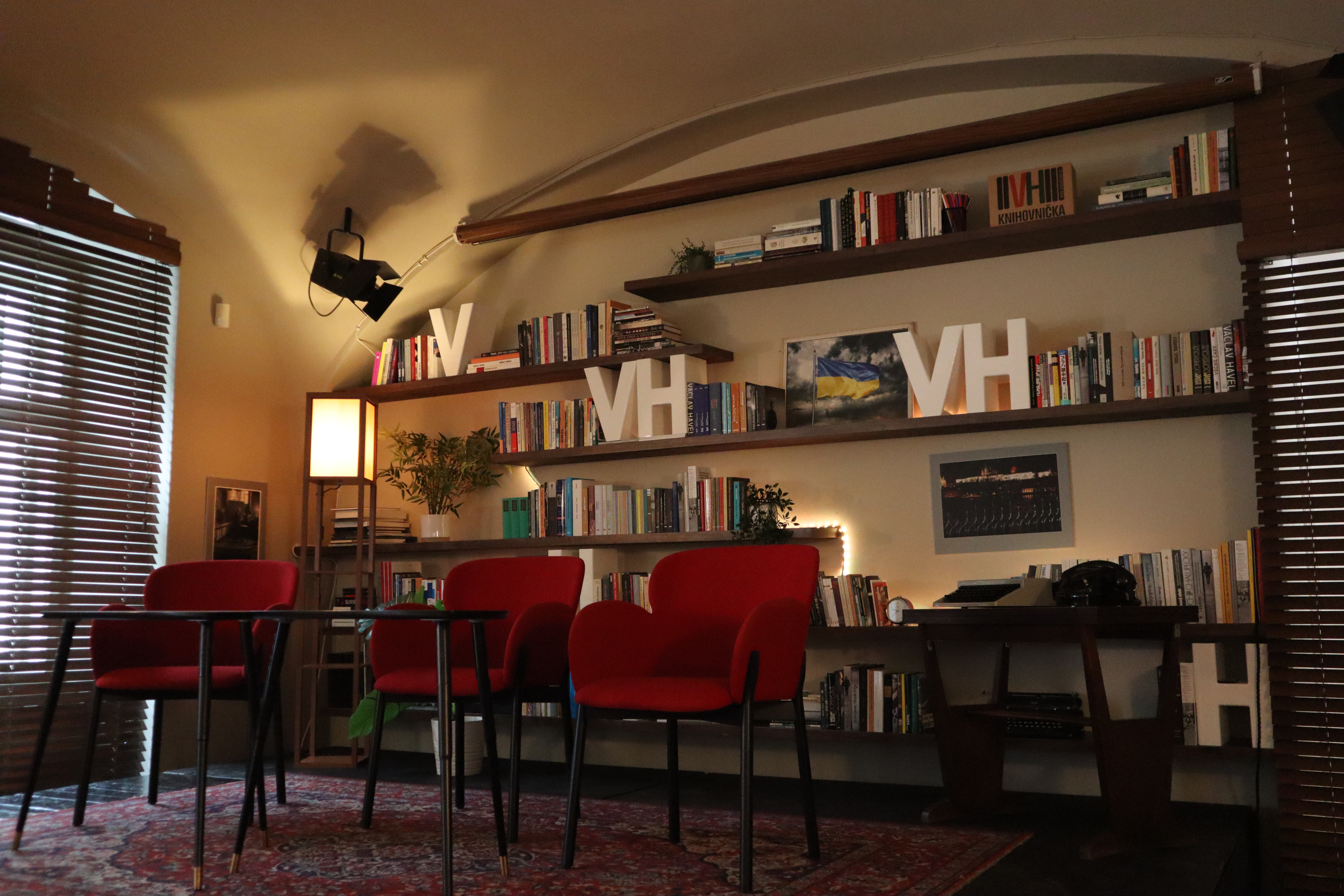
Pódium v přednáškovém sále knihovny

Knihovna nejdříve sídlila v ulici Kateřinská 18, Praha 2. Na jaře 2011 představil podnikatel Zdeněk Bakala plán přesunout sídlo knihovny do svého domu U Drahomířina sloupu na Loretánském náměstí, po rekonstrukci, kterou navrhl Ricardo Bofill. Jelikož nebyla rekonstrukce realizována, přestěhovala se v roce 2015 knihovna do Ostrovní 30, Praha 2, kde pořádá semináře, autorská čtení, výstavy, koncerty a divadelní představení.
V červnu 2023 knihovna změnila právní formu z obecně prospěšné společnosti na nadační fond, se vznikem Výboru rodiny zakladatele a Výboru dárců. Havlově rodině zastoupené Dagmar Havlovou bylo i nadále umožněno využívat svá práva a povinnosti prostřednictvím Výboru rodiny a ve Výboru dárců zasedli velcí dárci pod vedením Zdeňka Bakaly. Statutárním orgánem se stala správní rada. Nominace členů správní a dozorčí rady připadla do gesce Výboru rodiny a Výboru dárců. Bývalí členové správní a dozorčí rady se mohli dále podílet na rozvoji instituce v nově zřízeném Poradním výboru.
V prostorách Knihovny v ulici Ostrovní 13 se nachází stálá expozice „Václav Havel: Český mýtus aneb Havel v kostce“.

## Vedení

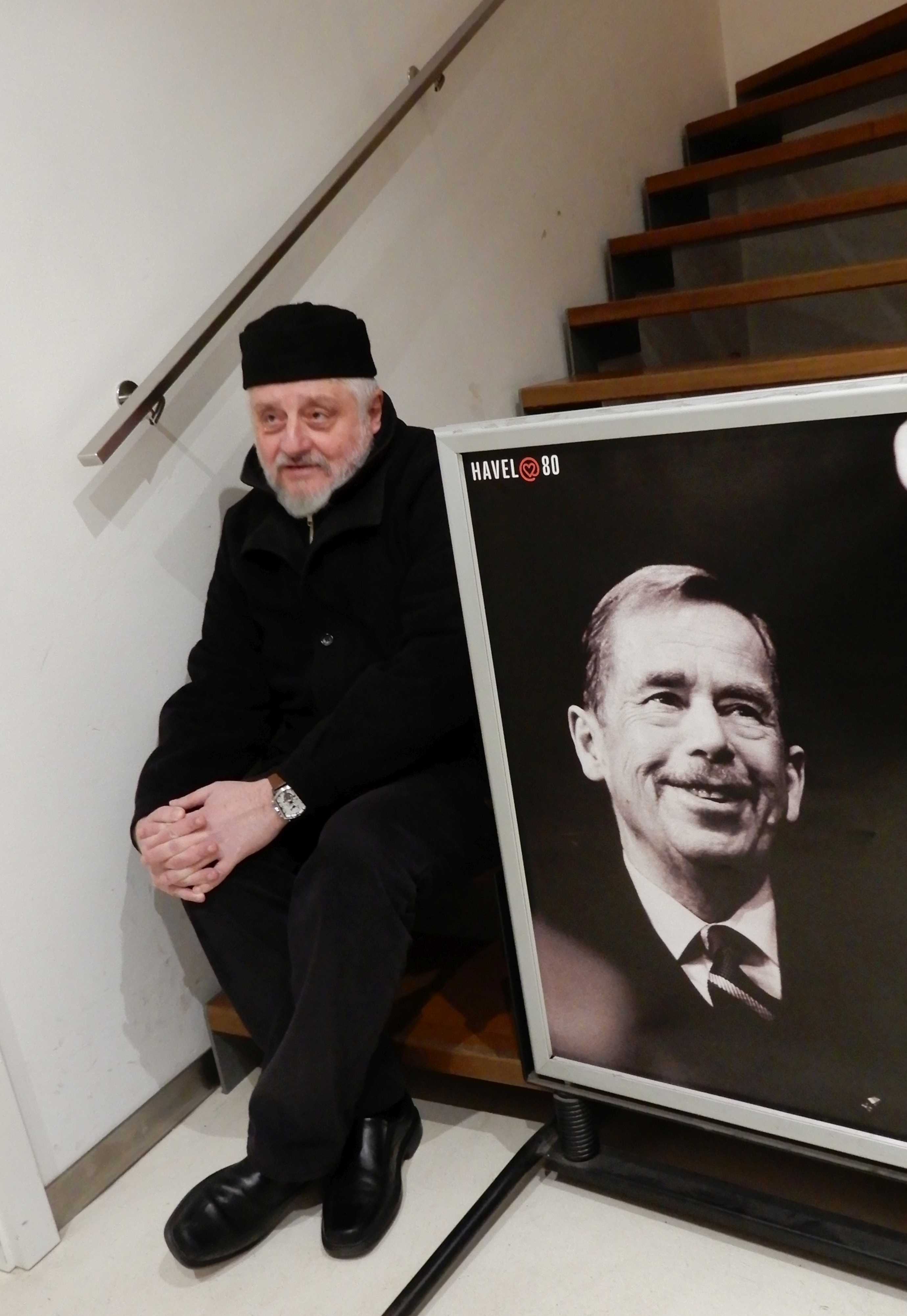
Boris Chersonskij s plakátem Václava Havla (2018)

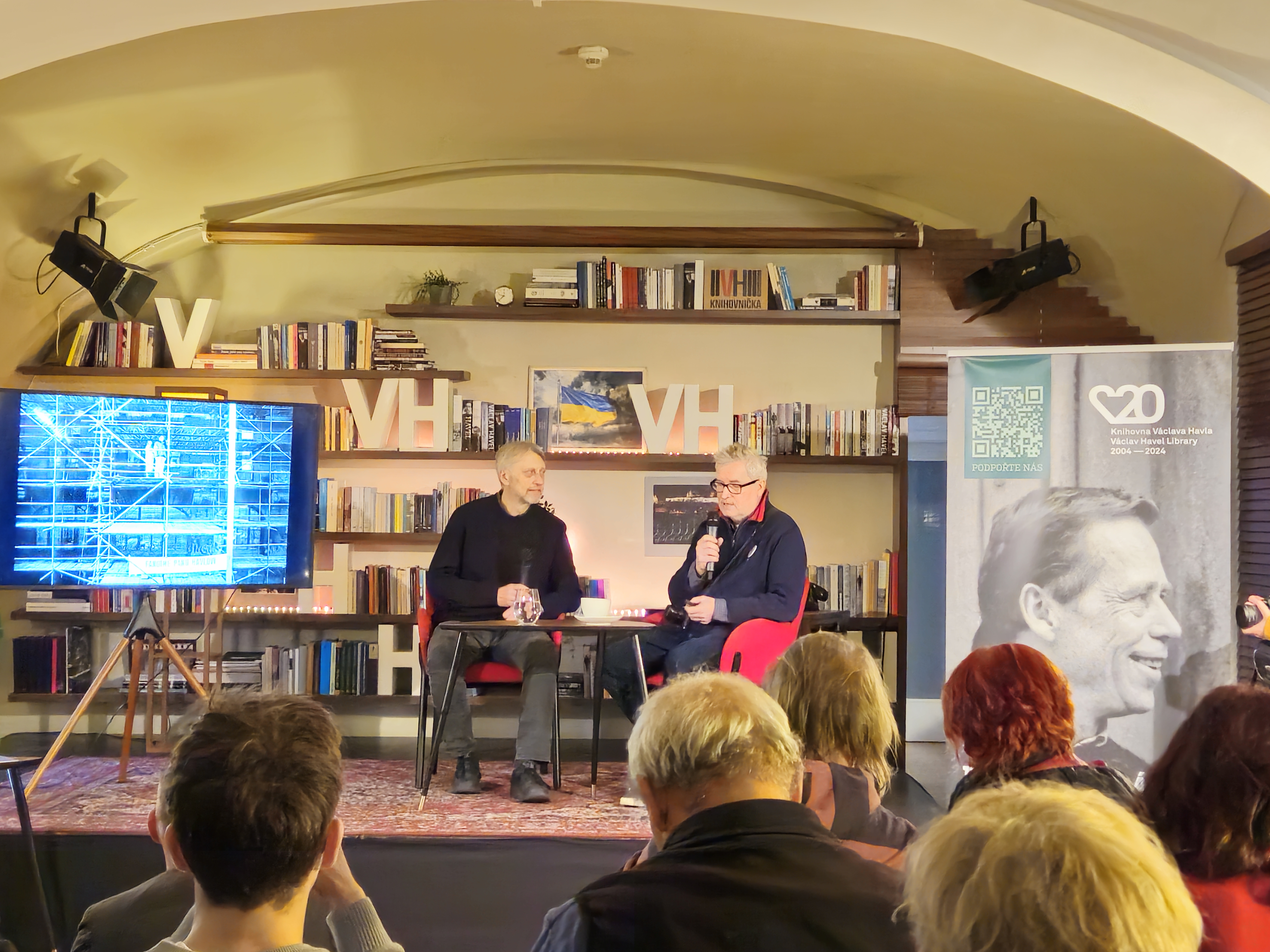
Diskuse Jáchyma Topola aTomkiho Němce v den státního svátku 17. listopadu 2024

U zrodu knihovny stáli Dagmar Havlová, Karel Schwarzenberg a Miloslav Petrusek. Šéfdramaturgem je spisovatel a novinář Jáchym Topol.

### Seznam ředitelů
- 2008–2011: Martin C. Putna, literární historik a kritik, překladatel,[2]
- 2011–2012: Martin Palouš, diplomat[2]
- 2012–2015: Marta Smolíková, odbornice na kulturní politiku a management umění
- 2015–2023: Michael Žantovský, diplomat, politik, překladatel, psycholog[4]
- 2024–2025: Milan Babík, odborník na mezinárodní vztahy[5]
- od 2025: Tomáš Sedláček, ekonom, filosof a spisovatel[6]

## Ocenění
Knihovna se podílí na udílení „Ceny Václava Havla za lidská práva“, která vznikla v roce 2013 a nahradila „Cenu lidských práv Parlamentního shromáždění Rady Evropy“, udělovanou jednou za dva roky od 2007. K roku 2014 laureát obdržel prémii 60 tisíc eur.
Knihovna od roku 2013 také organizuje „Soutěž Knihovny Václava Havla o nejlepší studentský esej“, v níž jsou oceněny tři nejlepší eseje.

## Pobočka
V květnu 2012 byla otevřena pobočka knihovny v New Yorku, a to ve formě nadace (The Vaclav Havel Library Foundation). Její činnost podporovala bývalá americká ministryně zahraničí Madeleine Albrightová a podporují američtí velvyslanci v Praze Craig Roberts Stapleton, William Cabaniss a John Shattuck.

## Lavičky Václava Havla
Knihovna vytvořila projekt Lavička Václava Havla. V roce 2013 byly zhotoveny a instalovány postupně ve Washingtonu, D.C. (District of Columbia), Dublinu, roku 2014 v Barceloně, Praze a Českých Budějovicích a o instalaci rozhodl i Nový Bor.